# Río Serio
El Serio es un río en la región de Lombardía, en Italia. Su nacimiento se encuentra a 2500 metros de altitud en el Puerto del Serio, entre el Monte Torena (2911 m) y el Pizzo del Diavolo della Malgina (2926 m) Cerca de la localidad de Valbondione. Las cataratas locales del Serio se consideran las segundas más altas de Italia. Atraviesa las Provincias de Bérgamo y Cremona, en sus orillas se encuentra el Aeropuerto de Orio al Serio, cerca de la Ciudad de Bérgamo y la Ciudad de Crema. Al sur de Montodine, desemboca en el río Adda, cuyas aguas llega al mar Adriático a través del río Po. Su valle es conocido como el valle Seriana.
- Datos: Q1284902
- Multimedia: Serio / Q1284902